# Jaya Indravarman VI
Jaya Indravarman VI là vị vua của Chăm Pa từ 1254 đến 1257. "Ông ấy là một người rất có uy quyền một cách yên bình, về mọi mặt kiến thức và thành thạo trong các triết lý của nhiều trường phái khác nhau." Ông bị ám sát bởi Indravarman V,:81 cháu trai của ông.:182